# Liste der Biografien/Grg
Liste der Biografien |
Portal Biografien |
Personensuche
# |
A |
B |
C |
D |
E |
F |
G |
H |
I |
J |
K |
L |
M |
N |
O |
P |
Q |
R |
S |
T |
U |
V |
W |
X |
Y |
Z |
?
 
Ga |
Gb |
Gc |
Gd |
Ge |
Gf |
Gh |
Gi |
Gj |
Gk |
Gl |
Gm |
Gn |
Go |
Gp |
Gq |
Gr |
Gs |
Gu |
Gv |
Gw |
Gy |
Gz
 
Gra |
Grb–Grd |
Gre |
Grg |
Gri |
Grj |
Grk |
Grl |
Grm |
Gro |
Grs |
Gru |
Gry |
Grz
Die Liste der Biografien führt alle Personen auf, die in der deutschsprachigen Wikipedia einen Artikel haben. Dieses ist eine Teilliste mit 17 Einträgen von Personen, deren Namen mit den Buchstaben „Grg“ beginnt.

## Grg

### Grga
- Grgac, Stjepan (1909–1960), jugoslawischer Radrennfahrer, nationaler Meister im Radsport

### Grge
- Grgec, Jurica (* 1992), kroatischer Fußballspieler

### Grgi
- Grgić, Anto (* 1996), kroatisch-schweizerischer Fussballspieler
- Grgić, Berislav (* 1960), römisch-katholischer Bischof und emeritierter Prälat der Territorialprälatur Tromsø im Norden Norwegens
- Grgić, Danijel (* 1977), kroatischer Handballspieler und -trainer
- Grgić, Denis (* 1991), deutsch-kroatischer Fußballtorwart
- Grgić, Filip (* 1989), kroatischer Taekwondoin
- Grgić, Goran (* 1965), kroatischer Schauspieler
- Grgic, Leon (* 2006), österreichischer Fußballspieler
- Grgic, Lukas (* 1995), österreichischer Fußballspieler
- Grgić, Mario (* 1991), österreichischer Fußballspieler
- Grgić, Marko (* 2003), deutscher HandballspielerMarko Grgić (* 2003)

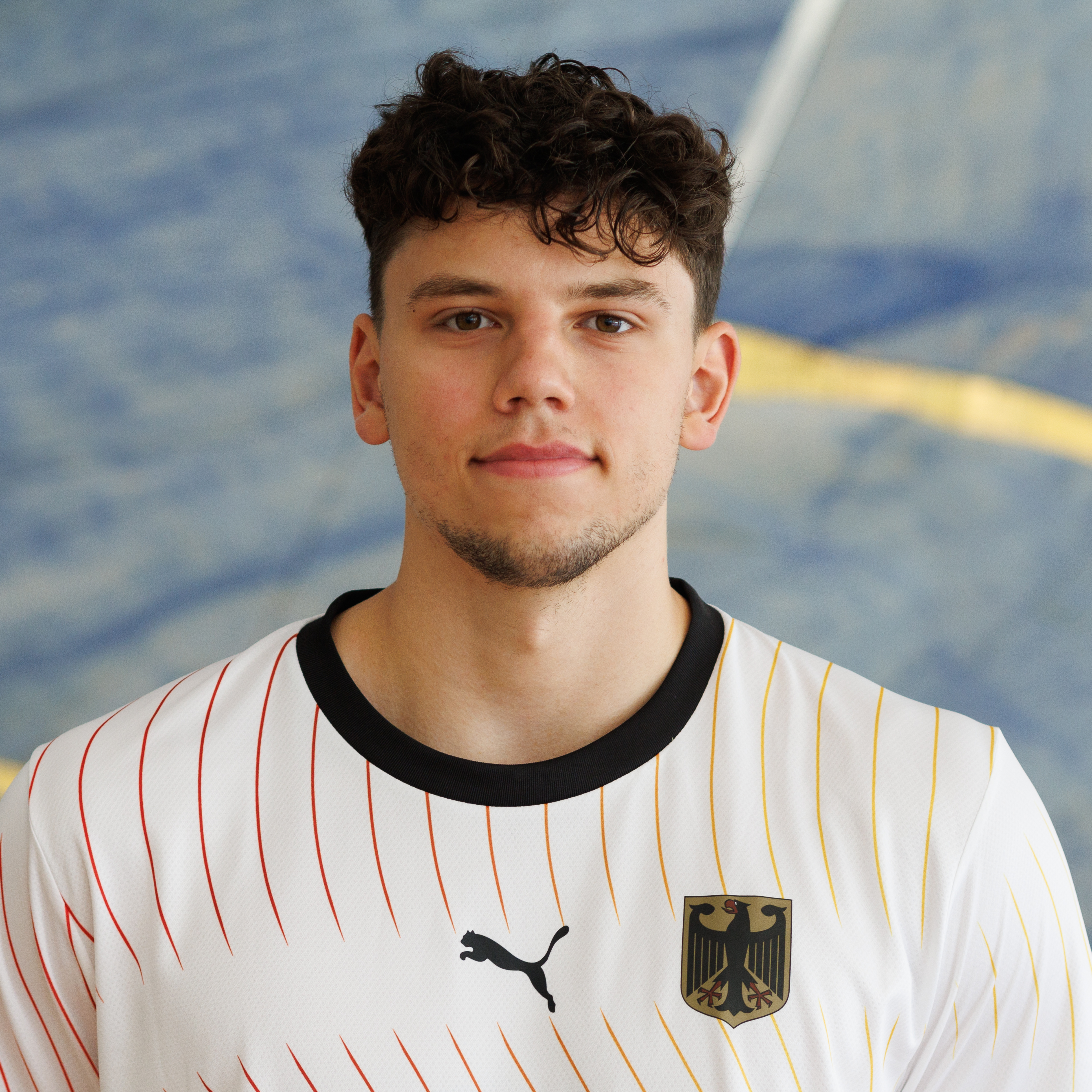
Marko Grgić (* 2003)

- Grgić, Mislav (* 1998), bosnisch-kroatischer Handballspieler
- Grgić, Velimir (* 1978), kroatischer Fußballspieler
- Grgić, Zlatko (1931–1988), jugoslawischer Animator und Filmregisseur
- Grgich, Mike (1923–2023), US-amerikanischer Weinbaupionier

### Grgu
- Grgur Golubić, serbischer Kaisar (Caesar), Statthalter von Ohrid